# Karl Ulrich Schnabel
Karl Ulrich Schnabel (Berlino, 6 agosto 1909 – Danbury, 27 agosto 2001) è stato un pianista e docente austriaco ed il figlio del pianista Artur Schnabel e del contralto e cantante di lied Therese Behr. Suo fratello era l'attore americano Stefan Schnabel.

## Biografia
Karl Schnabel nacque a Berlino il 6 agosto 1909. Iniziò a studiare il pianoforte all'età di cinque anni. Dal 1922 al 1926 studiò alla Berlin Hochschule für Musik con Leonid Kreutzer e Paul Juon. Ebbe una brillante carriera come maestro di pianoforte e come interprete internazionale.
Schnabel lasciò Berlino nel 1933 quando Adolf Hitler salì al potere, stabilendosi brevemente al Lago di Como; emigrò negli Stati Uniti nel 1939, poco prima della seconda guerra mondiale. Nello stesso anno sposò la pianista americana Helen Fogel (1911-1974), con la quale suonò un vasto repertorio di duetti per pianoforte. Ebbero una figlia, Ann. Durante la seconda guerra mondiale interruppe la sua carriera musicale per lavorare per la guerra come capo di un laboratorio elettronico nel Massachusetts.

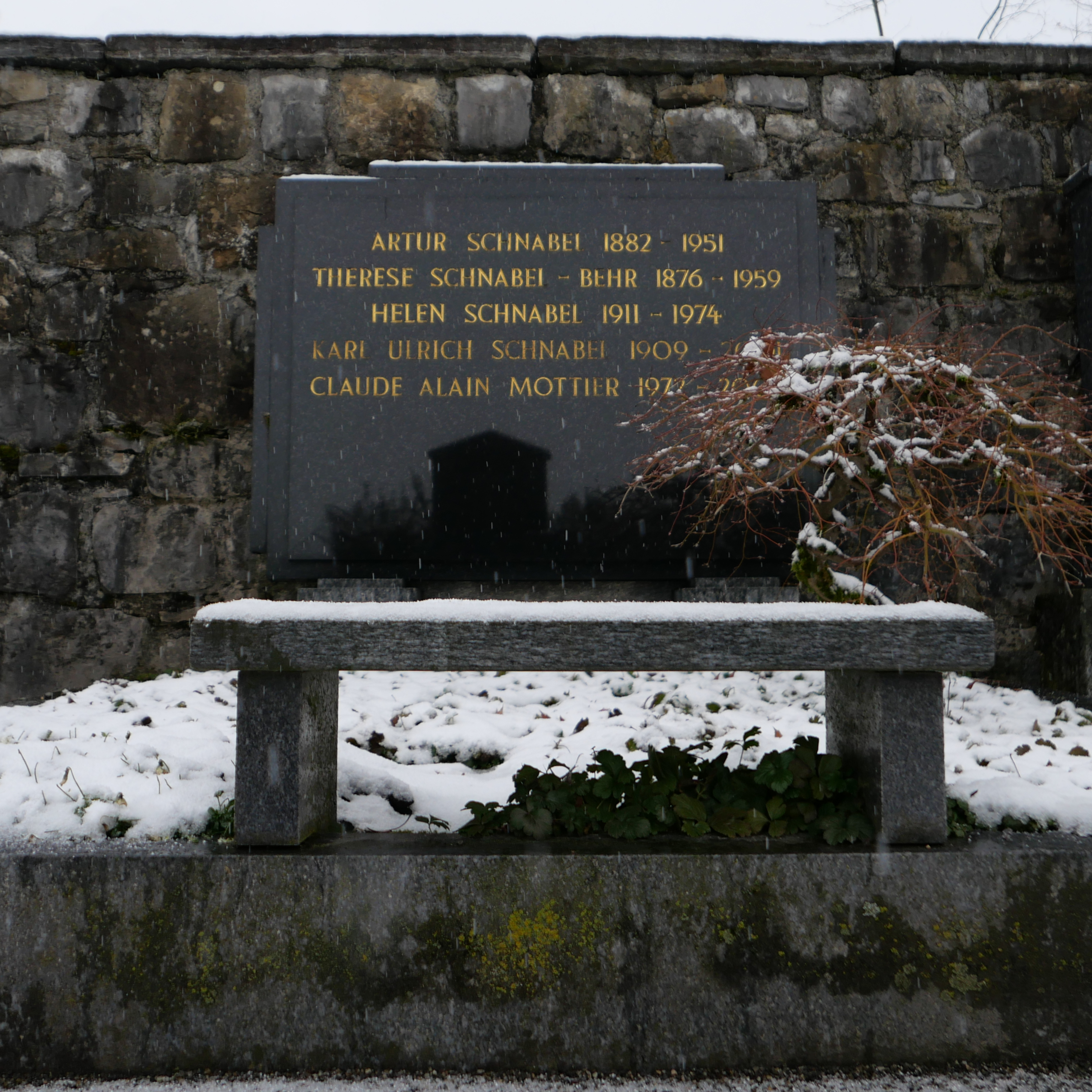
La tomba di famiglia nel gennaio 2024.

Tra gli interessi extra-musicali di Schnabel c'erano il rock climbing e la fotografia. Per diversi anni si dedicò alla produzione di film; nel 1932 fu produttore, regista e direttore della fotografia di un lungometraggio basato su una fiaba tedesca. Da giovane partecipò a tornei di ping-pong. Durante questo periodo, Karl Ulrich Schnabel cvostruì anche un elaborato set di treni elettrici in miniatura, completo di orari. L'amico di famiglia Paul Hindemith assistette al funzionamento dei treni.
Karl Ulrich Schnabel morì a Danbury, nel Connecticut, il 27 agosto 2001. Fu sepolto nella tomba di famiglia a Svitto, Svizzera, vicino ai suoi genitori e a sua moglie. I documenti di Karl Ulrich Schnabel sono conservati presso l'Archivio musicale dell'Akademie der Künste di Berlino. Sua figlia Ann Schnabel Mottier gestisce attualmente la Schnabel Music Foundation, insieme al marito Francois Mottier. Suo nipote Claude Alain Mottier (1972-2002), anche lui pianista, morì vittima innocente in un incidente stradale e fu sepolto nella tomba di famiglia. Nel 2006 il Comune di Svitto ha dichiarato la tomba monumento protetto e quindi esentata dall'obbligo di rimuovere i resti dopo un certo periodo.

## Carriera come interprete

### Solista
Karl Ulrich Schnabel ereditò dai suoi genitori un approccio che univa l'intensità drammatica dell'espressione con l'assoluta fedeltà al testo stampato. È ricordato per la sua interpretazione immaginativa dei cicli di canzoni di Schubert. Nel 1926 debuttò nel recital a Berlino e successivamente tenne recital in tutta Europa, Nord e Sud America, Russia, Giappone, Australia e Nuova Zelanda.
A casa accompagnava al pianoforte sua madre per concerti e registrazioni. Cominciando in tenera età suonava per lei durante le sue lezioni di canto ed insegnava ai suoi studenti.
Schnabel ha realizzato molte registrazioni, come solista e a quattro mani, per le etichette HMV, EMI, Philips, Musical Heritage Society, Sheffield e TownHall, tra le altre. Fu autore del noto libro Tecnica moderna del pedale (1950). Ha anche pubblicato edizioni di composizioni di Schubert e Weber.

### Duetti al pianoforte
Schnabel si dedicò appassionatamente alla rinascita della musica per pianoforte a quattro mani, in gran parte trascurata, registrando la musica di Schubert, Mozart e Schumann, tra gli altri. L'esecuzione a quattro mani, sottolineava Schnabel, era un'impresa completamente diversa rispetto all'esecuzione da solista: "Suonare a quattro mani è un'arte complessa che richiede molto tempo e pazienza: sei la metà di un intero invece che un intero in te stesso. Il repertorio a quattro mani ha le caratteristiche della musica da camera, sinfonica e musica virtuosistica, a volte tutto nello stesso pezzo".
Karl Ulrich Schnabel iniziò le sue esibizioni e registrazioni con il padre come partner. Alcune di queste prime esibizioni sono incise su disco. I due si scambiavano le parti del primo e del secondo e fecero un patto di non rivelare mai chi suonava quale parte nelle registrazioni.
Nel 1939 lui e sua moglie, la pianista americana Helen Fogel, fondarono il Piano Duo Schnabel, che eseguì concerti per due pianoforti e orchestra e recital per un pianoforte a quattro mani. Nel 1956 il duo partecipò all'Holland Festival in cinque rappresentazioni con orchestra e nel 1972 si esibirono al Festival di Edimburgo. Le recensioni del duo dimostrano che Schnabels padroneggiava le sfide dell'interpretazione a quattro mani con abilità e passione: "Il concerto a quattro mani per pianoforte [...] si è avvicinato alla perfezione rispetto a qualsiasi altro recital che abbiamo ascoltato quest'anno [...] ha ottenuto una trasparenza pura del suono, al tempo stesso il requisito più importante e più difficile della musica per pianoforte a quattro mani: è incredibilmente difficile per due persone suonare un brano su un pianoforte ed essere esattamente insieme nel tempo, nel fraseggio e nell'espressione, eppure gli Schnabel erano splendidamente uniti ed hanno fatto di ogni nota un'opera d'arte".
Cinque anni dopo la morte della moglie, nel 1979, Karl Ulrich Schnabel formò un nuovo duo con la pianista canadese Joan Rowland. Anche questo duo veniva regolarmente elogiato per quello che il Washington Post definì la sua "combinazione di spirito e disinvolta eleganza".

## Schnabel insegnante
Karl Ulrich Schnabel è molto noto oggi come un insegnante di pianoforte di fama internazionale. Iniziò a insegnare all'età di 13 anni come assistente di suo padre. Nel 1940 divenne capo di tutti i dipartimenti strumentali della Dalcroze School di New York. A partire dal 1947 riprese una tradizione di famiglia: corsi estivi internazionali annuali al Lago di Como, in Italia. Inoltre, ha tenuto master class in Inghilterra, Scozia, Francia, Italia, Germania, Austria, Spagna, Israele, Brasile, Giappone, Australia, Nuova Zelanda, Canada e dappertutto negli Stati Uniti, compreso il Ravinia Festival. Divenne membro di facoltà alla Manhattan School of Music nel 1985 e vi rimase fino al suo pensionamento nel 2000.
All'inizio degli anni '60 tenne numerosi corsi di perfezionamento in tutto il mondo. Tra i pianisti che parteciparono alle master class di Schnabel figurano Murray Perahia, Richard Goode, Wyung Whon Chung, Ursula Oppens e George Watson. Tra i suoi ex studenti ci sono Leon Fleisher, Claude Frank e Peter Serkin. Edward Turgeon e Anne Louise-Turgeon, vincitori del Murray Dranoff International Two Piano Competition, studiarono con Karl Ulrich Schnabel, così come i vincitori del concorso Van Cliburn Stanislav Ioudenitch (2001) e Jon Nakamatsu (1997).
La passione di Schnabel per l'insegnamento lo portò a teorizzare ampiamente come raggiungere il corretto rapporto tra tecnica del pianoforte ed espressione musicale, la prima "doveva sempre rimanere al servizio dello spirito della musica". Dette rilievo ad una tecnica che richiedeva la "partecipazione del braccio": il pianista doveva usare anche i polsi e le braccia come usava le dita. Prestò una scrupolosa attenzione agli effetti sottili ma significativi ottenuti attraverso il pedale, inserendoli nel libro Modern Technique of the Pedal (1950). Questo testo fu tradotto dall'originale inglese in italiano, coreano, cinese e altre lingue. Sviluppò anche tecniche sul crescendo di una nota per raggiungere il vibrato, che spiega alla telecamera nel film Con Brio. Karl Ulrich Schnabel: Master Teacher of Piano (2001).
L'insegnamento di Schnabel era caratterizzato da una raffinata attenzione alle emozioni. La maggior parte dei pianisti, a suo parere, suonava usando solo tre o quattro emozioni. Ma la musica richiedeva più di questo: "Per essere davvero interessante, devi suonare con tutte le emozioni". Chiedeva ai suoi studenti di fare liste di tutte le emozioni a cui potevano pensare. Uno dei suoi studenti tirò fuori una lista di oltre cinquecento emozioni e "il suo modo di suonare non è mai più stato noioso". Aveva anche talento per le immagini, descrivendo il grottesco della Fantasie di Schumann come "un intero esercito di troll a tre zampe che avanzava" e la turbolenza della Fantaisie di Chopin come "Poseidone che solleva le onde con la sua grande forca".Un linguaggio così vivido è ben visibile nel nuovo libro dell'autore inglese Richard Rhodes The Teaching of Karl Ulrich Schnabel, in cui Rhodes, uno studente dilettante di Schnabel di lunga data, parla dei commenti di Schnabel sulle opere di Bach, Beethoven, Chopin, Mozart, Schubert e Schumann.

## Discografia

### Solista di pianoforte
- Karl Ulrich Schnabel, Piano. Mozart e Beethoven. (CD: TownHall Records THCD-68)
- Karl Ulrich Schnabel, Piano. 100º compleanno. Schubert. (CD: TownHall Records THCD-69)
- Bach: Capriccio alla partenza di un amato fratello, BWV 992. Paradies: Sonata n. 10 in Re. (78 Victor 4293/4)
- Mendelssohn: Songs Without Words, Nos. 12, 22, 23, 24, 28, 30, 32, 34, 35, 45, 47, 48. (78 Victor Set M-226)
- Schubert: Wanderer Fantasy. Venti Danze. (LP: WCFM-Washington 17, McIntosh MM 1104)
- Schumann: Papillons, op. 2. Chopin: Scherzo No. 3 in Do diesis minore op. 39. Liszt: Années de Pélérinage; Canzonetta del Salvator Rosa; Au bord d'une source; Sonetto del Petrarca n. 123; La Chapelle di Guillaume Tell. (LP: Urania 8001) (in part contained on CD: Town Hall, 2 Disc Set, THCD58 A-B)
- Chopin: Polonaise in mi bemolle minore op. 26, n. 2; Notturno in B, op. 32, n. 1. Liszt: Il Pensieroso. Debussy: Preludes Book 1, L'interrompue serenata, La danse de Puck. (LP: VIS Radio)
- Mendelssohn: Sonata in mi maggiore, op. 6. Schubert: Valzer, Ländler, e danze tedesche. (LP: Sheffield/Town Hall M-8/S-8) (CD: Town Hall, 2 Disc Set, THCD58 A-B)
- Schubert: Sonata in la minore op. 42; Sei Momenti Musicali. (LP: Musical Heritage Society MHS 1245)
- Mozart: Fantasia in do minore, K. 475; Sonata per pianoforte in Do minore, K. 457; Andante in fa maggiore, K. 616. (LP: Musical Heritage Society MHS 1700)
- Beethoven: Sonata n. 15 in re maggiore op. 28; Sonata n. 30 in Mi maggiore op. 109. (LP: Musical Heritage Society MHS 3296 L)

### Collaborazioni

#### Con Artur Schnabel, piano
- Schubert: Marce Militari (3), D. 733. Marce, D. 819, nn 2 e 3. Rondo in La, D. 951. Divertissement à l'hongroise, D. 818. Andantino Varié, D. 823, n. . 2. Allegro in La minore ( “Lebensstürme”), D. 947. (CD: Arabesque Z-6571/5 – “Schnabel Plays Schubert” Volumes 1-5)
- Bach: Concerto per due pianoforti in C, BWV 1061. London Symphony Orchestra, diretto da Sir Adrian Boult. (CD: Pearl 9399)
- Mozart: Concerto per due pianoforti in E Flat, K. 365. London Symphony Orchestra, diretto da Sir Adrian Boult. (CD: Arabesque Z 6590)

#### Con Helen Schnabel, piano
- Helen e Karl Ulrich Schnabel – Un piano, quattro mani; Mozart, Dvorak, Schubert, Weber, Bizet, Mendelssohn, Brahms. (CD: TownHall Records THCD19A-B)
- Helen e Karl Ulrich Schnabel – Le registrazioni a quattro mani degli anni '50, Vol. 1. Bizet, Debussy, Schubert, Mozart. (CD: TownHall Records THCD76A-B)
- Helen e Karl Ulrich Schnabel – Le registrazioni a quattro mani degli anni '50, Vol. 2. Mozart, Brahms, Schubert, Mendelssohn, Weber. (CD: TownHall Records THCD77A-B)
- Schubert: Sonata in si bemolle maggiore op. 30; Quattro Polacche, D. 824. (LP: SPA 49)
- Mendelssohn: Allegro brillante; Andante e Variazioni. Weber: Cinque pezzi op. 10, n. 5 e Op. 60, nn. 5, 6, 7 e 8. (LP: SPA 50)
- Mozart: Concerto per due pianoforti in Mi bemolle, K. 365; Concerto per tre pianoforti in F, K. 242 (con Ilse von Alpenheim, pianoforte). Vienna Symphony Orchestra, diretta da Bernhard Paumgartner. (LP: Epic LC 3259)
- Mozart: Sonata in re maggiore, K. 448. Sonata in re maggiore, K. 381. Tema con variazioni in sol maggiore, K. 501. (LP: Philips A 00326)
- Schubert: Quattro Polacche, D. 824. Debussy: Epigraphes antiques, nn. 1, 2 e 4. (LP: Philips NBE 11004; Philips 402024 E)
- Schubert: Otto variazioni in la bemolle, D. 813. Quattro variazioni in si bemolle, D. 603. Otto variazioni in do, D. 908. (LP: Philips 06046 R)
- Schubert: Fantasia in fa minore, D. 940. Brahms: Danze ungheresi nn. 4, 3, 2, 11, 1, 12, 13 e 17. (LP: Philips N 00255 L, Epic LC 3183)
- Mozart: Sonata in do maggiore, K. 521. Dvorák: Legend op. 59, n. 4. Schubert: Fantasia in fa minore op. 103. Weber: Rondo e Adagio. Schubert: Sonata in si bemolle maggiore op. 30. Mozart: Andante con Variazioni in Sol maggiore, K. 501. Bizet: Cinque pezzi da "Jeux d'enfants" op. 22. Mendelssohn: Andante tranquillo con variazioni, op. 83a. Brahms: due danze ungheresi. (LP: Sheffield/Town Hall, Album S-19, ACM158A-B, ACM159A-B)

#### Con Joan Rowland, piano
- Dvorák: Dalla foresta boema, op. 68. Dieci leggende, op. 59. (CD: Town Hall THCD-49)
- Schubert: Fantasia in Fa minore, D. 940. Quattro polacche, D. 824. Variazioni in la bemolle su un tema originale, D. 813. Four Ländler, D. 814. Rondo in re maggiore, D. 608. (CD: Sheffield Lab 10054-2F)
- Mozart: Sonata in fa maggiore, K. 497. Schubert: Divertissement (Sonata in mi minore) su temi originali francesi op. 63 e Op. 84 D. 823. Schubert: Otto variazioni su un tema dell'opera di Hérold "Marie" op. 82, n. 1, D. 908. (CD: Town Hall THCD-41)
- Schubert: Introduzione e Variazioni in si bemolle, D. 603. Grand Duo, op. 140. (CD: Town Hall THCD-37)
- Beethoven: Variazioni su un tema del conte Waldstein; Marcia in do maggiore op. 45, n. 4; Mozart: Sonata, fa maggiore. K. 497 (LP: Sonic Arts)

#### Con Leonard Shure, piano
- Chopin: Rondo in do. (78 Victor 11618) (CD: Town Hall, THCD58 A)

#### Con Alphonse Onnou, violino e Robert Maas, violoncello
- Schubert: Trio in si bemolle, op. 99. (78 Victor Set M-429)

#### Con Artur Schnabel, Therese Behr Schnabel e Helen Schnabel
- The Schnabels: Un'eredità musicale, registrazioni storiche perse e inedite. Mozart, Schumann, Schubert, C.P.E. Bach, J.S. Bach, Mendelssohn, Paradisi. (CD: TownHall Records THCD74A-B)

## Libri
- Richard Rhodes, The Teaching of Karl Ulrich Schnabel, Hofheim am Taunus, Wolke Verlags, 2013.
- Karl Ulrich Schnabel, Modern Technique of the Piano: A Piano Pedal Study, Milano, Edizioni Curci, 1950.